# Madraza
Madraza és una pel·lícula Argentina del 2017 escrita i dirigida per Hernán Aguilar. Va ser comprada per la Walt Disney Company i distribuïda a través de Buena Vista International, una cosa inusual per a aquesta mena de pel·lícules independents.

## Argument
Usant escenes d'acció d'alt impacte visual i actuacions realistes, la pel·lícula conta la història d'una simple mestressa de casa de classe mitjana baixa de Buenos Aires, que es transforma en assassina a sou per a pal·liar la seva situació econòmica i els seus buits emocionals. Un detectiu intel·ligent i romàntic investiga els assassinats. El coqueteig entre el Detectiu i la Madraza és graciós i refrescant.
Madraza és un llargmetratge policial que, amb suspens, acció i comèdia, transita per les dificultats amb les quals han de viure molts habitants de la ciutat de Buenos Aires. El to de la pel·lícula és una sàtira que juga amb els límits de la bogeria i la moral de la societat actual.

## Repartiment
- Loren Acuña és Matilde, un mestressa de casa de Buenos Aires que es transforma en assassina a sou
- Gustavo Garzón és el Detectiu, un inspector de la policia.
- Sofía Gala Castiglione és Vanina, una amiga i fillola de la Marassa.
- Chunchuna Villafañe és Teresita, una senyora de classe alta.
- Osmar Nuñez és El Comissari, un cap policial.
- Monica Ayos és Agustina
- Ricardo Canaletti és ell mateix

## Recepció
Segons el lloc Todas Las Críticas, la cinta té una mitjana de 66/100 basat en 31 crítiques amb un 81% de ressenyes positives. Adrián Monserrat del lloc Escribiendo Cine qualifica a la cinta amb 80/100 concloent que «caldrà seguir el camí d'Hernán Aguilar», en referència a futurs treballs del director. «El seu opera prima és per a entusiasmar-se i anhelar més films d'acció com aquests», finalitza .

## Estrena
| Dates d'estrena |           |              |       |
| Any             | País      | Data         | Ref.  |
| 2017            | Argentina | 25 de maig   | [ 3 ] |
| 2017            | Uruguai   | 12 d’octubre | [ 4 ] |
| 2017            | Paraguai  | 12 d’octubre | [ 5 ] |

## Premis i nominacions

### Participació en festivals de cinema
| Festival                                                                | Data d'esdeveniment                    | Categoria                                                  | Premi     |       |
| ----------------------------------------------------------------------- | -------------------------------------- | ---------------------------------------------------------- | --------- | ----- |
| 50.º L Festival Internacional de Cinema Fantàstic de Catalunya (España) | 5 al 15 d’octubre de 2017              | Premi Blood Window                                         | Guanyador | [ 6 ] |
| 26è Festival Internacional de Cinema, Arte i Cultura (Paraguai)         | 26 de setembre al 12 d’octubre de 2017 | Premi Panambí a la Millor Pel·lícula Vot del Públic        | Guanyador | [ 7 ] |
| 26è Festival Internacional de Cinema, Arte i Cultura (Paraguai)         | 26 de setembre al 12 d’octubre de 2017 | Panambí Honorífic "Augusto Roa Bastos" (Loren Acuña)       | Guanyador |       |
| 14è Fantaspoa - International Fantastic Film Festival (Brasil)          | 18 de maig al 3 de juny de 2018        | Millor guió – Competició Ibero-Americana (Hernán Aguilar)  | Guanyador | [ 8 ] |
| 14è Fantaspoa - International Fantastic Film Festival (Brasil)          | 18 de maig al 3 de juny de 2018        | Mejor actor - Competición Ibero-Americana (Gustavo Garzón) | Guanyador |       |

### Premos Cóndor de Plata
Els Premis Cóndor de Plata 2018 foren entregats per l'Asociación de Cronistas Cinematográficos de la Argentina en  2018.
| Any  | Categoria                            | Candidat            | Resultat  |
| ---- | ------------------------------------ | ------------------- | --------- |
| 2018 | Millor revelació femenina            | Loren Acuña         | Guanyador |
| 2018 | Millor opera Prima                   | Hernán Aguilar      | Nominat   |
| 2018 | Millor maquillatge i caracterització | Beatushka Wojtowicz | Nominat   |